# Емека Окафор
Емека Окафор (енгл. Emeka Okafor; Хјустон, Тексас, 28. септембар 1982) је амерички кошаркаш. Игра на позицији центра, а тренутно је без ангажмана.
На НБА драфту 2004. одабрали су га Шарлот бобкетси као 2. пика.

## Детињство и младост
Окафор је рођен у Хјустону. Оба родитеља су нигеријског порекла, а он је први члан породице који је рођен у Америци. Његов отац Пајус Окафор припадник је афричког народа Игбо. Окафорова породица преселила се у Бартлсвил, држава Оклахома где је Пајус Окафор радио у нафтној компанији „Phillips Petroleum“. У Бартлсвилу је Емека похађао школу „Bartlesville YMCA“ у којој је почео да игра кошарку. Детињство је провео у Хјустону и био је велики обожавалац Хјустон рокетса и њиховог тадашњег играча Клајд Дрекслера.
Окафор је заједно са будућом колеџ звездом Џоном Лукасом III играо за средњу школу „Bellaire High School“. У сениорској сезони у просеку је имао 22 поена, 16 скокова и 7 блокада. Након завршетка средње школе имао је понуде многих универзитета попут Арканзаса и Вандербилта, али прихватио је стипендију на универзитету Конектикат.

## Колеџ
Окафор је за Конектикат Хаскисе играо од 2001. до 2004, заједно са будућим НБА играчима Чарлијем Вилануевом, Беном Гордоном и Џошом Боуном. Током похађања универзитета, не само да је био одличан кошаркаш, већ и одличан студент. Његов главни предмет на универзитету биле су финансије, и њих је три године касније дипломирао са просеком оцена 3,8. Окафор је 2004. за свој рад и труд, и узорно понашање добио награду као најбољи амерички студент-спортиста.
Постао је познат као одличан одбрамбени играч, а посебно по блокадама. Иако је већину сезоне 2003/04. имао проблема с леђима, Окафор је одвео „UCONN“ до друге титуле државног првака у последњих 6 година. Изабран је за НЦАА играча који је у односу на прошлу сезону највише напредовао. Осим тога, Окафор је предводио државу у блокадама, изабран је за Одбрамбеног играча године од удруге америчких кошаркашких тренера и био играч године „Big East“ конференције. Са 441 блокадом постао је водећи блокер универзитета Конектикат.

## НБА
Окафор је изабран као други избор НБА драфта 2004. од стране Шарлот Бобкетса. Постао је први избор драфта у историји франшизе Бобкетса. Следећег дана добио је позив да наступа за америчку репрезентацију на Олимпијским играма у Атини 2004. године. С њоме је на првенству освојио бронзану медаљу. Иако је у НБА дошао као колеџ звезда, на Окафора као другог избора драфта није деловао никакав притисак. Током прве сезоне, од 21. новембра до 1. јануара забележио је 19 узастопних дабл-дабл учинака, а током целе сезоне сакупио је 47 дабл-дабл учинака. Завршио је као седми у избору од свих крила Источне конфереције за НБА Ол-Стар утакмицу и први у избору за рукија године. Славио је прикупивши 514 бодова, други је био члан Чикаго Булса, Бен Гордон (443), док је треће место припало играчу Орланда, Двајту Хауарду (161). 24. јуна 2005, након што су Бобкетси схватили да су добили солидног НБА играча, регистровали су четврту годину Окафоровог уговора. Руки сезону завршио је у бројкама од 15,1 поена, 10,9 скокова и 1,7 блокада. У скоковима је био четврти у лиги, док је из игре шутирао одличних 44,7%.
Између своје прве и друге године, Окафор је добио на тежини. Разлог добијања килаже су ранији проблеми око повреде чланка, и током своје друге године био је изван строја управо због тог разлога. Без обзира на повреду одиграо је неколико добрих утакмица с дабл-дабл учинком, а сезону је завршио са бројкама од 13,2 поена, 10,0 скокова и 1,9 блокада.
Окафор је изван сезоне наставио вежбати са Хакимом Олајџувоном, личним тренером којега је узео након своје руки сезоне и који му је помогао да се врати у праву форму након друге сезоне. Предводио је Бокетсе у скоковима, блокадама, и процентз шута из игре. 29. октобар 2006, Бобкетси су на домаћем терену с три продужетка савладали Лејкерсе, а Окафор је забележио 22 поена, 25 скокова и 4 блокаде за 51 одиграну минуту. Поставио је клупски рекорд по броју скокова на једној утакмици Бобкетса. Имао је и по осам блокада у утакмицама против Далас Маверикса и Бостон Селтикса. 12. јануара 2007. поставио је рекорд сезоне у блокадама (10 блокада) у утакмици против Њујорк Никса. У тој утакмици недостајао му је тек један скок да забележи први трипл-дабл учинак (20 поена, 10 блокада, 9 скокова и 3 украдене лопте) у историји Бобкетса. Касније је ради поновне повреде чланка пропустио петнаестак утакмица сезоне. Сезону је завршио у бројкама од 14,4 поена, 11,3 скокова и 2,6 блокада.
Пре почетка сезоне 2007/08., Окафор је одбио с Бобкетсима потписати петогодишњи уговор вредан 60 милиона $. Упркос одбијању уговора, Окафор је изјавио да и даље жели остати у Бобкетсима. Упркос свађи са тренером Бобкетса Семом Винсентом, Окафор је и четрвту годину заредом био на дабл-дабл просеку. По први пут у својој каријери одиграо је све 82 утакмице регуларног дела сезоне. Након само годину дана на клупи Бобкетса, тренер Сем Винсент добио је отказ. Главни човек клуба, Мајкл Џордан одлучио се на тај потез након што је екипа још једном пропустила плејоф, а регуларну сезону завршила са скором 32-50.
Изван сезоне, Бобкетси су након дужих преговора са Окафором договорили продужење уговора. Потписао је шестогодишњи уговор вредан 72 милиона $, који ће му гарантовати 12 милиона $ по сезони. То је убедљиво највећи уговор једног играча у историји Бобкетса. У сезону 2008/09., Окафор је ушао са 93 заредом одигране утакмице, од којих је 92 започео у стартној петорци. У сезони је имао врло добар просек од 13,2 поена и 10,6 скокова. 28. јула 2009. мењан је у Њу Орлеанс Хорнетсе у замену за Тајсона Чендлера.

## Успеси

### Појединачни
- НБА новајлија године (1): 2004/05.
- Идеални тим новајлија НБА — прва постава: 2004/05.

### Репрезентативни
- Олимпијске игре:  2004.